# Sébastien Franck
Pour les articles homonymes, voir Franck.

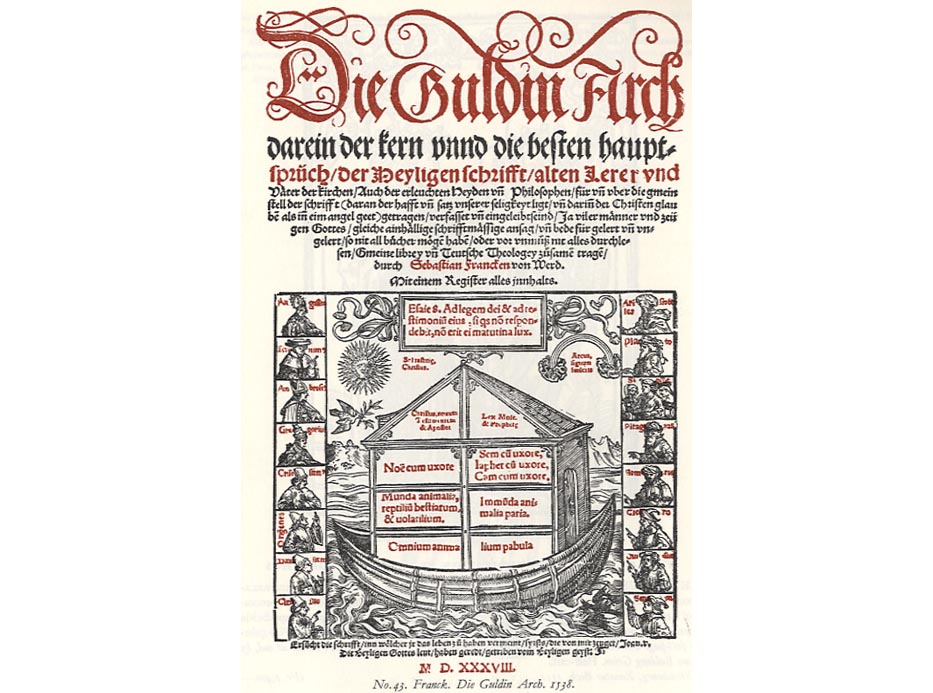
Die guldin Arch (1538)

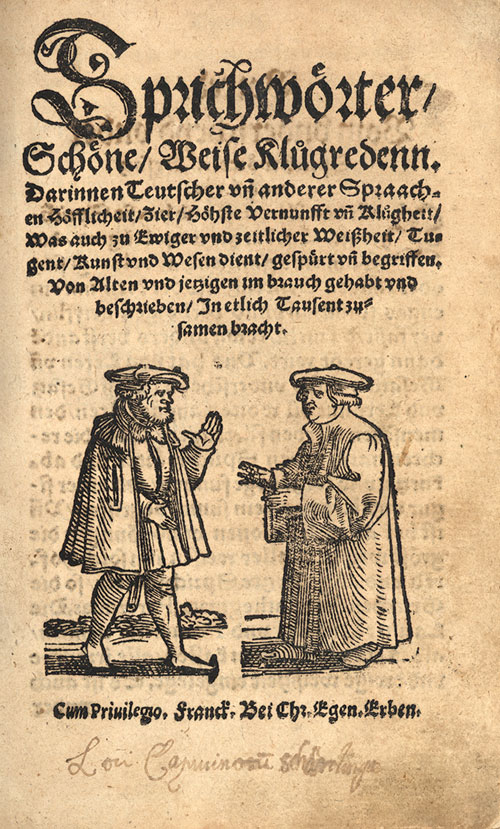
Sprichwörter, Schöne, Weise Klugredenn. Darinnen Teutscher und anderer Spraachen Höfflichkeit, Zier, Höhste Vernunfft und Klugheit... (1955)

Sébastien Franck (ou Sebastian Franck), né en 1499 à Donauwörth (Bavière) et mort en 1542, est un historien, homme de lettres, géographe, compilateur de sentences et réformateur protestant allemand.

## Vie et œuvre
Sébastien Franck incarne une position radicale dans l'histoire de la liberté de conscience.
Il est considéré comme le plus important écrivain mystique du XVIe siècle. Se réclamant d'Érasme et s'opposant au luthéranisme qu'il a d'abord soutenu ainsi qu'au catholicisme qu'il considère comme des hérésies, il affirme que la seule Église véritable est celle de l'homme dont l'âme vidée au préalable de toute pensée personnelle est éveillée, nourrie et instruite directement par Dieu, en opposition à l'homme "adamique" tourné vers l'extérieur, les rites et les sacrements et dont le lien avec la divinité nécessite la médiation d'un prêcheur ou un prêtre. Cette Église rassemble donc des hommes de toutes les nations, païens, juifs ou chrétiens, sans jamais former de communauté distincte ni être assujettie à de quelconques règles humaines. Une telle conception religieuse lui vaudra d'être la cible de tous les théologiens de son temps et ce, jusqu'à sa mort. La tournure libertaire de ses conceptions spiritualistes débouche sur une exaltation de l'individu où l'esprit religieux n'est plus guère que l'ardeur combative de la liberté, selon Raoul Vaneigem.